# The Style Council
Style Council foi uma banda britânica formada pelo ex-vocalista e guitarrista do The Jam, Paul Weller, e o tecladista Mick Talbot em 1983. Esta formação se expandiu para incluir o baterista Steve White e a vocalista Dee C. Lee (que tornou-se sua esposa e é mãe de dois dos seus filhos; atualmente eles estão separados). Quando necessário outros músicos, incluindo uma banda de metais, eram requisitados.
Paul Weller causou grande polêmica quando resolveu acabar com a banda The Jam, em 1983, no auge do sucesso, para formar um grupo com um som mais pop.
A banda alcançou o pico do sucesso em 1985 com o álbum Our Favourite Shop, que alcançou o primeiro posto da TOP CHART da Inglaterra.
O Style Council se separou em 1989, depois de gravar um álbum de acid house, Modernism: A New Decade, rejeitado pela gravadora Polydor e que fez com que rompessem o contrato.
Paul iniciou uma bem-sucedida carreira solo, enquanto Mick Talbot e Steve White se juntaram e continuaram a gravar sob o nome Talbot/White.

### Discografia
- Introducing The Style Council (mini LP) (1983)
- Café Bleu (1984)
- Our Favourite Shop (1985)
- Home&Abroad (1986)
- Cost of Loving (1987)
- Confessions of a Pop Group (1988)
- Modernism: A New Decade (1989) (lançado em 1998)
- The Singular Adventures of The Style Council  (coletânea de singles) (1989)

## Como trilha sonora
O Programa Amaury Jr. voltou à Band, no 27 de janeiro de 2018, logo após um longo hiato de dezessete anos, com a música que lhes rendeu o sucesso mundial: Shout to the top., presente na vinheta do primeiro programa de 2018.